# Lista de eventos com objetos de alta altitude em 2023
Diversos eventos de segurança do espaço aéreo com objetos em alta altitude foram relatados em fevereiro de 2023, sendo a maioria na América do Norte.

## Antecedentes e eventos
Após o avistamento de um balão chinês em 2023 (mais tarde derrubado na costa da Carolina do Sul), os Estados Unidos começaram a examinar mais de perto seu espaço aéreo em grandes altitudes, inclusive por aprimoramentos de radar que permitiram aos EUA categorizar e rastrear melhor objetos em movimento mais lento. O general Glen VanHerck, comandante do  Comando de Defesa Aeroespacial da América do Norte (NORAD), afirmou que em 2021, até 98% dos dados brutos de radar não foram analisados rotineiramente, porque os militares pretendiam filtrar o sinal de rádio emanado de bandos de pássaros ou balões meteorológicos (em oposição a ameaças potenciais). VanHerck disse que os ajustes dos EUA no monitoramento de radar em 2023, após a invasão do balão espião chinês, deram aos EUA "melhor fidelidade ao ver objetos menores". Os ajustes de aumento da vigilância aumentaram a detecção de objetos. Permanece desconhecido quando as incursões de balões começaram.
Em 14 de fevereiro, depois que um objeto não identificado de grande altitude foi detectado e abatido sobre o norte do Alasca, Yukon e Lago Huron, o porta-voz da Casa Branca, John Kirby, disse que a Comunidade de Inteligência dos EUA "não descartará a possibilidade de que possam ser balões que estavam simplesmente ligados a entidades comerciais ou de pesquisa e, portanto, benignos. Isso poderia muito bem ser, ou poderia emergir, como uma explicação importante aqui." A derrubada do objeto Yukon, em 11 de fevereiro de 2023, marcou a primeira atitude do NORAD para derrubar um objeto aéreo nos 64 anos de história da organização de alerta aeroespacial e soberania aérea dos Estados Unidos-Canadá. Os objetos abatidos no norte do Alasca, Yukon e Lago Huron eram todos menores do que o balão chinês abatido na Carolina do Sul.
Uma vez que vários dos objetos foram derrubados em locais relativamente inacessíveis, variando de gelo marinho na costa do Oceano Ártico do Alasca a terrenos alpinos remotos em Yukon e águas profundas da fronteira EUA-Canadá no meio do Lago Huron, os esforços de recuperação exigiram quantidades consideráveis de coordenação e cuidado.

## Lista de eventos
| Detectado               | Derrubado                               | Localização                                                | País(es)                          | Incidente                                                           | Circunstâncias | Ref                                |
| ----------------------- | --------------------------------------- | ---------------------------------------------------------- | --------------------------------- | ------------------------------------------------------------------- | --- | ---------------------------------- |
| 28 de Janeiro de 2023   | 4 de Fevereiro de 2023 pela USAF F-22   | Alasca, Canadá Ocidental e Estados Unidos contíguos        | Canadá · Estados Unidos           | Incidente do balão chinês em 2023                                   | Um balão chinês de vigilância de alta altitude transitou pelo espaço aéreo canadense e americano antes de ser abatido na costa da Carolina do Sul pela Força Aérea dos EUA em 4 de fevereiro. | [ 10 ] [ 11 ] [ 12 ] [ 13 ]        |
| 2 de Fevereiro de 2023  | —                                       |                                                            | Costa Rica · Venezuela · Colômbia | Incidente de balão na América Latina em 2023                        | Um balão chinês de alta altitude sobrevoou a Costa Rica, a Colômbia e a Venezuela. Um porta-voz do governo chinês confirmou que o balão era deles e disse que foi usado para "testes de voo" e saiu do curso. | [ 14 ]                             |
| 9 de Fevereiro de 2023  | 10 de Fevereiro de 2023 pela USAF F-22  | Encosta Norte do Alasca                                    | Estados Unidos                    | Incidente com objeto de alta atitude no Alaska em 2023              | Um objeto de grande altitude entrou no espaço aéreo dos Estados Unidos em 9 de fevereiro e foi abatido sobre o mar de Beaufort pela Força Aérea. O Departamento de Defesa disse que era do tamanho de um carro pequeno e voava para nordeste a aproximadamente 40 000 pés (12 000 m), representando um risco para o voo civil. | [ 15 ] [ 16 ] [ 17 ] [ 18 ]        |
| —                       | 11 de Fevereiro de 2023 pela USAF F-22  | Yukon                                                      | Canadá                            | Incidente com objeto de alta atitude no Yukon em 2023               | As autoridades canadenses e americanas ordenaram a derrubada de um objeto não identificado sobre Yukon, e um F-22 da Força Aérea dos EUA (parte da junção EUA-Canadá de Comando de Defesa Aeroespacial Norte-Americano) abateu o objeto no espaço aéreo canadense.                                                             | [ 19 ]                             |
| 11 de Fevereiro de 2023 | 12 de Fevereir ode 2023 pela MNANG F-16 | Alberta, Montana, Wisconsin, Michigan, Ontário, Lago Huron | Estados Unidos · Canadá           | Incidente com objeto de alta altitude no Lago Huron em 2023         | Um objeto octogonal com cordas penduradas nele foi detectado no norte de Montana, Wisconsin, e na Península Superior de Michigan a 20.000 pés. O espaço aéreo foi temporariamente fechado na área do Lago Huron, onde o objeto foi abatido pela Força Aérea dos EUA e pela Guarda Nacional, caindo em águas canadenses.        | [ 20 ] [ 21 ] [ 22 ] [ 23 ] [ 24 ] |
| 12 de Fevereiro de 2023 | —                                       | Rizhao                                                     | China                             | Incidente com objeto de alta altitude em Shandong em 2023           | As autoridades chinesas disseram ter detectado um objeto não identificado sobre o Mar Amarelo, em águas perto de Qingdao, e planejavam derrubá-lo devido à proximidade de Jianggezhuang, uma importante base naval da Marinha do Exército Popular de Libertação.                                                               | [ 25 ] [ 26 ] [ 27 ] [ 28 ]        |
| 14 de Fevereiro de 2023 | —                                       |                                                            | Roménia · Moldávia                | Incidente com objeto de alta altitude na Romênia e Moldávia em 2023 | A Força Aérea Romena tentou, sem sucesso, interceptar um objeto não identificado detectado a cerca de 11.000 metros acima do sudeste da Romênia. A vizinha Moldávia fechou brevemente seu espaço aéreo devido a um objeto semelhante a um balão.                                                                               | [ 29 ] [ 30 ] [ 31 ]               |